# Fornos (Castelo de Paiva)
Pour les articles homonymes, voir Fornos.
Fornos est une paroisse civile portugaise (en portugais : freguesia) de la municipalité de Castelo de Paiva dans le district d'Aveiro.

## Géographie
Fornos est bordée par le Douro, qui sépare la paroisse de Marco de Canaveses au nord, et par la Paiva (pt), qui marque la frontière avec Cinfães à l'est.

## Démographie
Lors du recensement de 2021, Fornos compte 1 277 habitants.